# Худяков, Юрий Иванович
Юрий Иванович Худяков (23 июня 1954, Магнитогорск, СССР — 2 октября 1993, Магнитогорск, Россия) — советский футболист, защитник.

## Биография
С 1972 года — в команде второй лиги чемпионата СССР «Металлург» Магнитогорск. Первый матч в первенстве сыграл в 1973 году. В следующем году выиграл с командой Кубок РСФСР (для команд второй лиги), в финальном матче, в котором магнитогорцы на своём поле в присутствии 10 тысяч зрителей обыграли калужский «Локомотив» (2:1), не реализовал пенальти. С 1978 по 1980 год провёл три сезона в первой лиге за кемеровский «Кузбасс». В 1981—1989 годах вновь играл во второй лиге за «Металлург», который в 1983 году занял 2-е место в зональном турнире, а в 1984-м — 3-е. В 1990 году выступал в составе челябинского «Зенита» во второй низшей лиге. Следующий сезон провёл на том же уровне за «Металлург», команда заняла 2-е место.
В 1992 году играл в Первенстве России среди КФК за магнитогорский «Метизник», команда выиграла зону «Урал», а на финальном турнире, проходившем в городе Волжский, заняла 3-е место, на счету Худякова 2 забитых мяча в зональном первенстве и один в финальном турнире.
Всего в первенствах СССР сыграл более 600 матчей, из них более 400 — за магнитогорский «Металлург». Обладал сильным ударом, отличался выполнением штрафных.
Умер в 1993 году в возрасте 39 лет. Похоронен на Правобережном кладбище Магнитогорска.